# Cryptocentrus cinctus
Cryptocentrus cinctus är en fiskart som först beskrevs av Albert William Herre, 1936.  Cryptocentrus cinctus ingår i släktet Cryptocentrus och familjen smörbultsfiskar. Inga underarter finns listade i Catalogue of Life.
Arten förekommer i Indiska oceanen och i västra Stilla havet. Utbredningsområdet sträcker sig från Sri Lanka och andra öar söder om Indien till Japans sydligaste öar och till Nya Kaledonien. Fisken hittas till ett djup av 15 meter. Den gräver sig ner i sanden i laguner, i regioner med sjögräs eller intill korallrev. Födan utgörs av alger och musslor. Ofta delas boet med en räka. Individerna blir ungefär 10 cm långa.
Några exemplar fångas och säljs som akvariedjur. Andra hot är inte kända. IUCN listar arten som livskraftig (LC).